# Verklista för Max Reger
Verklista för Max Reger.

## Orkesterverk

### Solokonserter
- Två romanser för violin för liten orkester, op. 50 (1900)
- Violinkonsert i A-dur, op. 101
- Pianokonsert i f-moll, op. 114
- Konsert i gammal stil, op. 123

### Orkester
- Variationer och fuga på ett tema av Beethoven, op. 86 (arrangemang av ett verk för två pianon)
- Sinfonietta i A-dur, op. 90
- Serenad, op. 95
- Hillervariationer, op. 100
- Symfonisk prolog till en tragedi, op. 108
- Romantisk svit, op. 125
- Fyra tondikter efter A. Böcklin, op. 128
- Variationer på ett tema av Mozart, op. 132

### Kör och orkester
- Psalm 100, op. 106 (även arrangerad av Hindemith, har också blivit inspelad i denna form)

## Kammarmusik

### Pianokvintetter
- Pianokvintett nr 1 i c-moll, op. postum
- Pianokvintett nr 2 i c-moll, op. 64

### Pianokvartetter
- Pianokvartett nr 1 i d-moll, op. 113
- Pianokvartett nr 2 i a-moll, op. 133

### Stråkkvartetter
- Stråkkvartett i d-moll, med kontrabas ad lib. i finalen
- Stråkkvartett nr 1 i g-moll, op. 54:1
- Stråkkvartett nr 2 i A-dur, op. 54:2
- Stråkkvartett nr 3 i d-moll, op. 74
- Stråkkvartett nr 4 i Ess-dur, op. 109
- Stråkkvartett nr 5 i fiss-moll, op. 121

### Pianotrior
- Pianotrio nr 1 i h-moll, op. 2 (violin, viola, piano)
- Pianotrio nr 2 i e-moll, op. 102

### Stråktrior
- Stråktrio nr 1 i a-moll, op. 77b
- Stråktrio nr 2 i d-moll, op. 141b

### Serenader
- Serenad nr 1 i D-dur, op. 77a (flöjt, violin, viola)
- Serenad nr 2 i G-dur, op. 141a (flöjt, violin, viola)

### Violinsonater
- Utan piano
  - Fyra soloviolinsonater, op. 42 (1900)
  - Sju soloviolinsonater, op. 91 (1905)
- Med piano
  - Violinsonat nr 1 i d-moll, op. 1 (1890)
  - Violinsonat nr 2 i D-dur, op. 3 (1891)
  - Violinsonat nr 3 i A-dur, op. 41 (1899)
  - Violinsonat nr 4 i C-dur, op. 72 (1903). Gav upphov till en kritikerskandal vid uruppförandet då den placerats intill Ludwig Thuilles första sonat.
  - Violinsonat nr 5 i fiss-moll, op. 84 (1905)
  - Violinsonat nr 6 i d-moll, op. 103b:1 (1909). Från Hausmusik, op. 103
  - Violinsonat nr 7 i A-dur, op. 103b:2 (1909). Från Hausmusik, op. 103
  - Violinsonat nr 8 i e-moll, op. 122 (1911). Uruppförande i Leipzig
  - Violinsonat nr 9 i c-moll, op. 139 (1915)

### Cellosonater
- Cellosonat nr 1 i f-moll, op. 5
- Cellosonat nr 2 i g-moll, op. 28 (1898)
- Cellosonat nr 3 i F-dur, op. 78
- Cellosonat nr 4 i a-moll, op. 116

### Övriga verk
- Två sonater för viola/klarinett, op. 49 (1900)
- Klarinettkvintett i A-dur, op. 146
- Stråksextett i F-dur, op. 118
- Tre sviter för viola, op. 131d

## Pianoverk
- Sju valser, op. 11 (1893)
- Lose Blätter, op. 13 (1894)
- Aus der Jugendzeit, op. 17 (1895)
- Åtta improvisationer, op. 18 (1896)
- Fem humoresker, op. 20 (1898)
- Sex stycken, op. 24 (1898)
- Akvareller, op. 25 (1897–98)
- Sju fantasistycken, op. 26 (1898)
- Sju karaktärsstycken, op. 32 (1899)
- Nio Bunte Blätter, op. 36 (1899)
- Tio små stycken, op. 44 (1900)
- Sex intermezzi, op. 45 (1900)
- Sju silhuetter, op. 53 (1900)
- Variationer och fuga på ett tema av Bach, op. 81
- Variationer och fuga på ett tema av Telemann, op. 134

### 4-händigt piano
- Tolv Waltz-Caprices, op. 9 (1892)
- Tjugo tyska danser, op. 10 (1892) (finns också i orkesterarrangemang för liten orkester av L. Artok)
- Sex valser, op. 22 (1898)
- Fem pittoreska stycken, op. 34 (1899)
- Sex burlesker, op. 58 (1901)

## Orgelverk
- Tre orgelstycken, op. 7 (1892)
- Svit nr 1 i e-moll, op. 16 (1894–95) (finns också för 4-händigt piano i arrangemang av Reger)
- Orgelfantasi över 'Ein feste Burg ist unser Gott (Vår Gud är oss en väldig borg)' (Allegro vivace (ma pomposo)), op. 27 (1898) (omarbetad för 4-händigt piano av Richard Lange)
- Orgelfantasi och fuga i c-moll, op. 29 (1898) (omarbetad för 4-händigt piano av Richard Lange)
- Orgelfantasi över 'Freu dich sehr, o meine Seele', op. 30 (1898)
- Orgelsonat nr 1 i fiss-moll, op.33 (1899)
- Två orgelfantasier, op. 40 (1899)
- Fantasi och fuga över på B-A-C-H, op. 46 (1900)
- Sex orgeltrior, op. 47 (1900)
- Tre orgelfantasier, op. 52 (1900)
- Fem orgelpreludier and fugor, op. 56 (1901)
- Symfonisk fantasi och fuga, op. 57 (1901)
- Tolv orgelstycken, op. 59 (1901)
- Orgelsonat nr 2 i d-moll, op. 60 (1901)
- Svit, op. 92
- Fantasi och fuga, op. 135b

## Vokalmusik

### Solosånger
- Sex sånger, op. 4 (1891)
- Fem sånger, op. 8 (1892)
- Fem sånger (i Franz Schuberts stil), op. 12 (1893)
- "Ich stehe hoch über'm See" för bas och piano (Frau v. Lieven), op. 14b (1894)
- Tio sånger med piano, op. 15 (1894)
- Två sakrala sånger med orgel, op. 19 (1898)
- Fyra sånger, op. 23 (1898)
- Sex dikter för sång och piano, op. 31 (1898)
- Sex sånger med piano, op. 35 (1899)
- Fem sånger, op. 37 (1899)
- Åtta sånger, op. 43 (1900)
- Sju sånger med piano, op. 48 (1900)
- Tolv sånger, op. 51 (1900)
- Femton sånger, op. 55 (1901)

### Duetter
- Fem duetter för sopran, alt och piano, op. 14 (1894)

### Kör
- Tre sånger för kör SATB och piano, op. 6 (1892)
- "Hymne an den Gesang" för kör och orkester/piano (Steiner), op. 21 (1898)
- Sju sånger för manskör, op. 38 (1899)
- Tre sånger för sexstämmig (SAATBB) kör, op. 39 (1899)